# Meituan
Meituan (în chineză 美团, Pinyin Mĕituán) este o companie chineză care operează un site web care oferă servicii de livrare, bunuri de consum și servicii de vânzare cu amănuntul în peste 1000 de orașe chinezești. Oferă o gamă largă de servicii, inclusiv vânzări de bilete la film, livrare de alimente, rezervări de hoteluri și călătorii și servicii de partajare a mașinilor. Compania a fost fondată de  Wang Xing în 2010 și este listată la bursă din 2018.
Meituan.com este un site de reduceri de grup care vinde vouchere de la comercianți pentru oferte, cu condiția ca un număr minim de cumpărători să solicite o reducere, iar Meituan să genereze comisioane. Meituan.com își obține majoritatea veniturilor din serviciile de aplicații mobile. Compania are acorduri de parteneriat cu peste 400.000 de întreprinderi locale chinezești.

## Istoric
Înființată în Shanghai și Beijing, Meituan s-a extins rapid în orașele de rangul al doilea și al treilea, ajungând la un total de 200 de milioane de utilizatori în 2015. Meituan.com a devenit o companie dominantă în China după o consolidare rapidă a companiilor de tip "promoția zilei". Estimările anterioare arată că existau 2000 de companii de vânzare de vouchere la mijlocul anilor 2000 și, din cauza concurenței intense din acest sector, doar câteva au devenit actori dominanți ai pieței[10] În 2014 compadia deținea 60% din cota de piață a site-urilor de vânzare în grup de tip promoția zilei din China. Compania a primit o finanțare inițială de 12 milioane de dolari de la Sequoia Capital. În mai 2014, firma internațională de capital General Atlantic a acordat o rundă de finanțare de 300 de milioane de dolari, împreună cu alți doi investitori.
La 8 octombrie 2015, Meituan și Dianping, un site chinez de achiziții în grup, au fuzionat într-o o singură companie. La 19 ianuarie 2016, Meituan Dianping a anunțat că a strâns peste 3,3 miliarde de dolari. La 20 septembrie 2018, Meituan Dianping a fost listată la bursa din Hong Kong la un preț de 69 de dolari HK pe acțiune.
Compania a fost redenumită din "Meituan Dianping" în Meituan începând cu 30 septembrie 2020.

## Vehiculul autonom de livrare Meituan
În aprilie 2021, Meituan a obținut o finanțare suplimentară de 9,98 miliarde de dolari prin vânzarea de obligațiuni convertibile în valoare de 3 miliarde de dolari și de acțiuni în valoare de 7 miliarde de dolari. Fondurile obäinute au fost  utilizate pentru a se extinde în spațiul alimentar din China, precum și pentru a dezvolta tehnologii autonome în domeniul dronelor și al livrărilor. În aceeași lună, Administrația de Stat pentru Reglementarea Pieței a anunțat o investigație asupra Meituan pentru presupuse practici anticoncurențiale Până în mai 2021, creșterea controlului de reglementare a dus la ștergerea a aproape 40 de miliarde de dolari din valoarea totală a companiei.